# Моберг, Сюзанна
Анна Сюзанна Моберг (швед. Anna Susanne Moberg; род. 13 февраля 1986, Спьютсторп) — бывшая шведская футболистка, игравшая за клуб шведского Дамаллсвенскана «Кристианстад» и женскую сборную Швеции. Она была названа среди четверых резервных игроков национальной команды, заявленной для участия в летних Олимпийских играх 2012 года.

## Биография
Сюзанна Моберг дебютировала за сборную Швеции в матче против команды Германии, состоявшемся в октябре 2011 года.
Моберг была прикреплена к клубу «Мальмё ФФ» в качестве игрока молодёжной команды, но не смогла там устроиться и вернулась домой в Истад. После подписания контракта с клубом «Кристианстад» в 2003 году, она играла в нём до 2015 года, пропустив восемь месяцев в сезонах 2005 и 2006 годов из-за травмы передней крестообразной связки. Моберг является квалифицированным преподавателем.
В мае 2013 года стало известно, что из-за потери формы Моберг выбыла из стартового состава «Кристианстада», что поставило под угрозу её шансы быть попасть в заявку сборной Швеции на женский чемпионат Европы 2013.
В октябре 2015 года, после 13 сезонов своей профессиональной карьеры, проведённых в «Кристианстаде», в котором она также играла роль капитана команды в течение многих лет, Моберг объявила, что уходит из футбола по окончании сезона 2015 года.